# Paralyzed Frequency
『Paralyzed Frequency』（パラライズド フリークエンシー）は、MINIQLOのインディーズミニアルバム。

## 解説
2010年2月27日に発売された。作詞はAZUKI七、作曲は中村由利。

## 収録曲
1. Holy ground
2. 恋のあいまに
3. クリスタル・ゲージ